# Mycale jasoniae
Mycale jasoniae är en svampdjursart som beskrevs av Lehnert, Stone och Heimler 2006. Mycale jasoniae ingår i släktet Mycale och familjen Mycalidae. Inga underarter finns listade i Catalogue of Life.